# Harry Benson
Harry James Benson (Glasgow, 2 dicembre 1929) è un fotografo scozzese.
Le sue fotografie di celebrità sono state pubblicate su numerose riviste. Ha pubblicato diversi libri e vinto numerosi premi prestigiosi.

## Vita e lavoro

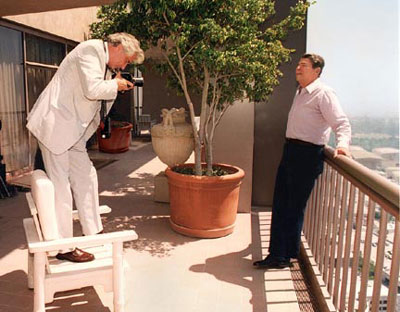
Il presidente Ronald Reagan posa per Benson al Century Plaza Hotel di Los Angeles (1987, foto di Pete Souza)

Benson è nato a Glasgow e cresciuto a Troon.
Le sue foto sono apparse su Life, Vanity Fair e The New Yorker . Ha scattato più di cento foto di copertina per People.
Benson fu incaricato di viaggiare con i Beatles nel loro tour americano inaugurale nel 1964. Una delle sue immagini più riconoscibili mostra la band in un'allegra lotta dei cuscini all'hotel Georges V  a Parigi. Altre celebrità che Benson ha fotografato includono Bobby Fischer, Michael Jackson, che gli ha permesso di accedere alla sua camera da letto, ed Elizabeth Taylor, che Benson ha fotografato prima e dopo il suo intervento al cervello. Ha anche fotografato personaggi politici, inclusi tutti i presidenti degli Stati Uniti da Dwight D. Eisenhower, e ha scattato in zone di guerra. Benson era in piedi accanto a Robert F. Kennedy quando il senatore fu ucciso il 5 giugno 1968 e ha rimarcato la difficoltà di farsi coraggio per documentare quel momento storico: "Continuavo a ripetermi 'questo è per la storia, rimettiti in sesto, fallisci domani, non oggi.'" 
Benson è stato oggetto di numerose mostre, inclusa una organizzata dalla Scottish National Portrait Gallery presso la National Portrait Gallery della Smithsonian Institution.
Benson ha ricevuto nel 2005 il Lucie Award for Lifetime Achievement in Portrait Photography e l'American Photo Award for Photography nel 2005. Per due volte è stato nominato Magazine Photographer of the Year dalla National Press Photographers Association (1981 e 1985). Ha ricevuto un premio alla carriera agli Scottish Press Photography Awards nell'aprile 2006. Benson ha ricevuto una Honorary Fellowship della Royal Photographic Society nel 2009. Benson è stato nominato Commendatore dell'Ordine dell'Impero Britannico (CBE) nel 2009 New Year Honours. Nel 2014 ha scattato un ritratto fotografico ufficiale della regina, commissionato dalla Scottish National Portrait Gallery. Ciò è avvenuto dopo oltre cinquant'anni dal suo primo ritratto della regina, scattato quando ella inaugurò una miniera di carbone nel 1957. 
Benson è pure il soggetto di un documentario della BBC Scotland, intitolato Photography: Harry Benson (1985), diretto da Ken MacGregor e scritto da William McIlvanney  e del documentario, del 2015, Shoot First diretto da Matthew Miele e Justin Bare.
Lui e sua moglie Gigi hanno due figlie: l'attrice americana Wendy Benson e Tessa Benson. Harry ha 3 nipoti e vive fra New York e Palm Beach, in Florida. Suo nipote era il giornalista Ross Benson.

## Collezioni
- International Photography Hall of Fame - St. Louis, MO [14]

## Mostre
- 2007 - Harry Benson: esserci, National Portrait Gallery, Smithsonian - Washington, DC [15]
- 2019 - Il mondo visto da Harry Benson, Holden Luntz Gallery - Palm Beach, Florida [16]
- 2019 - Dietro le quinte, Staley Wise Gallery - New York, New York.[17]
- 2020 - Conversazioni casuali: The Vanity Fair Talks (Harry Benson e David Friend), Annenberg Photography Space - Los Angeles, California [18]

## Libri
- Harry Benson: 50 anni in immagini. 2001.ISBN 0-8109-4171-6
- Una volta c'era un modo. . . Fotografie dei Beatles. 2003. ISBN 0-8109-4643-2
- America di Harry Benson. 2005. ISBN 0-8109-5896-1
- Essere lì: cinquant'anni di fotogiornalismo di Harry Benson . 2006. ISBN 1-903278-82-1
- La Glasgow di Harry Benson. 2007. ISBN 978-1-84502-236-5
- Harry Bensson. Gli scarafaggi. Colonia: Taschen, 2013. ISBN 978-3-8365-3322-5